# Columnea pallida
Columnea pallida är en tvåhjärtbladig växtart som beskrevs av Henry Hurd Rusby. Columnea pallida ingår i släktet Columnea och familjen Gesneriaceae. Inga underarter finns listade i Catalogue of Life.